# Brandbestrijding

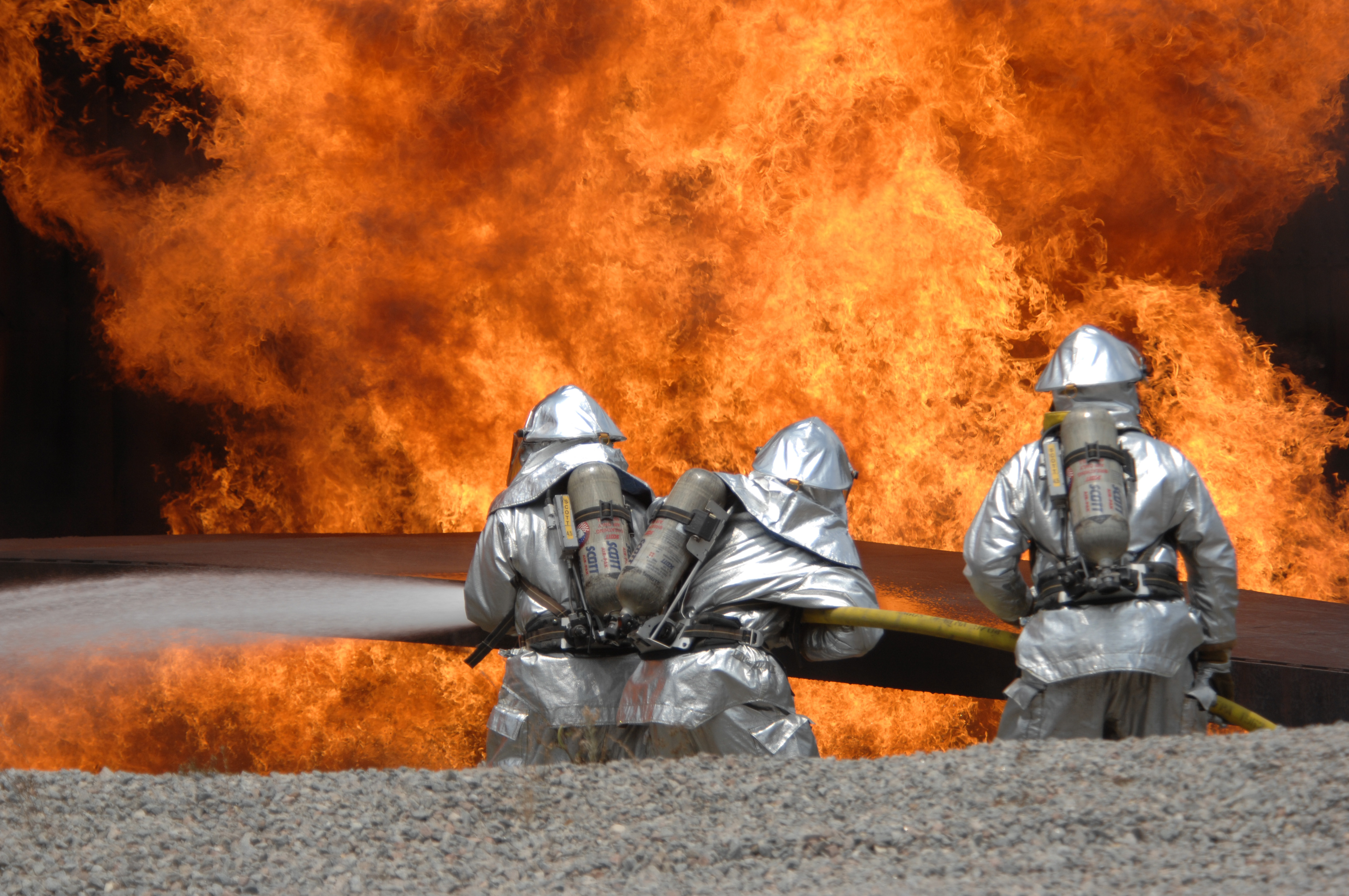
Amerikaanse brandweermannen tijdens het blussen van een trainingsvuur op de luchtmachtbasis Shaw in South Carolina.

Brandbestrijding is de oudste en belangrijkste taak van de brandweer. Het doel van brandbestrijding is uiteraard het blussen van een brand, maar ook het redden en evacueren van slachtoffers, voorkomen van schade of het voorkomen van overlast.

## Typen brand

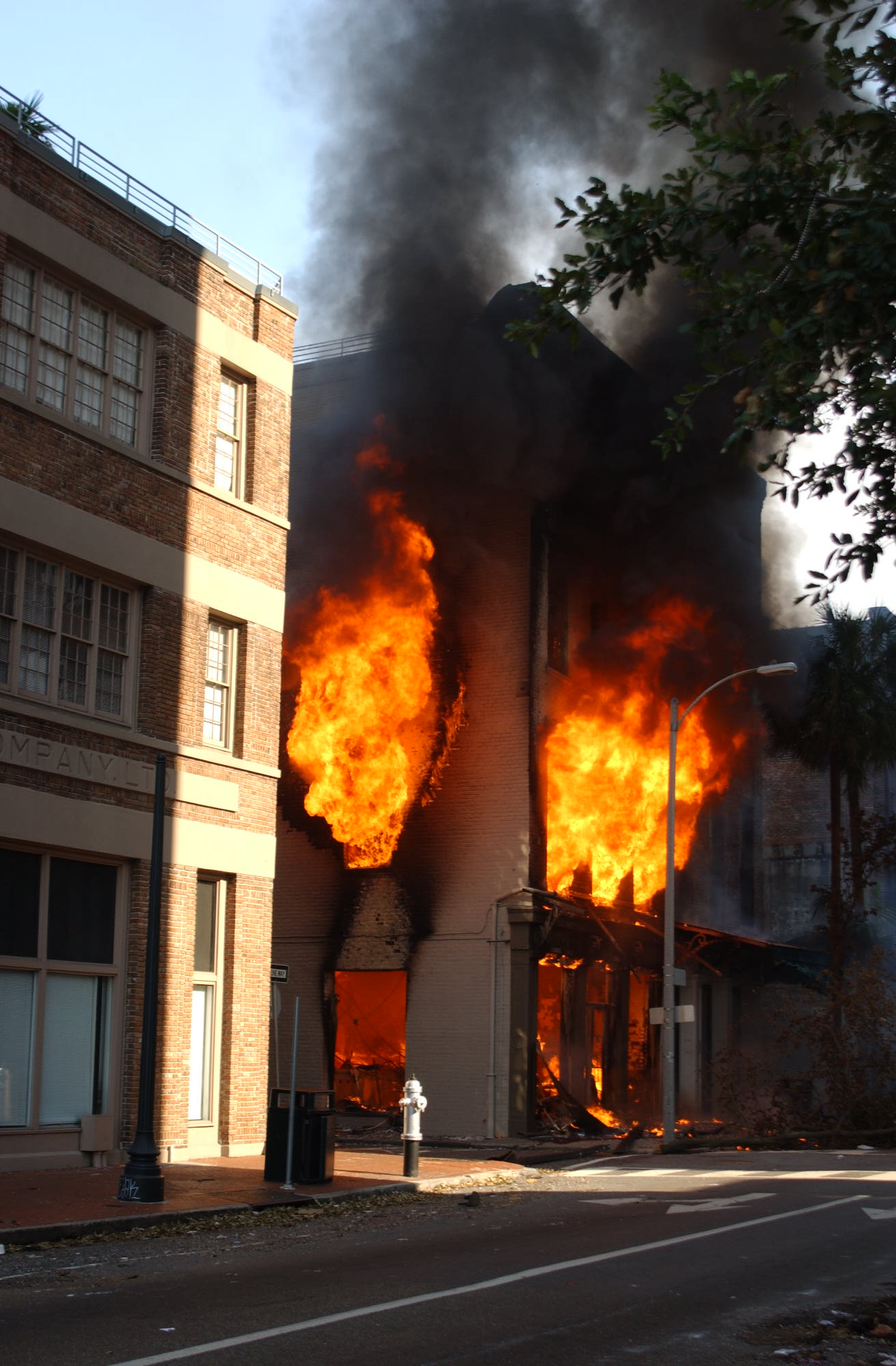
Een uitslaande binnenbrand in een gebouw in New Orleans na orkaan Katrina

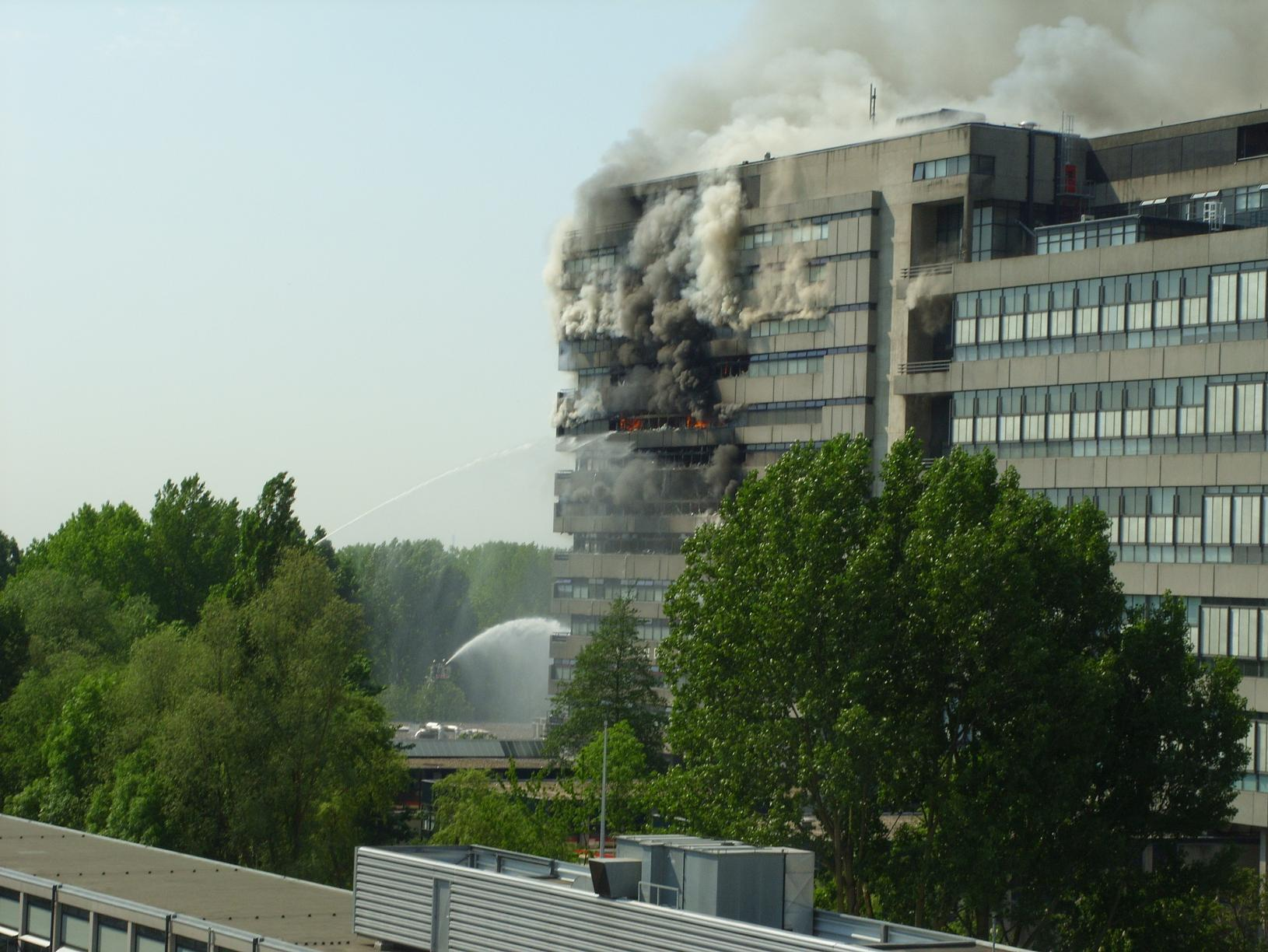
Een hoogbouwbrand in de faculteit bouwkunde van de TU Delft op 13 mei 2008

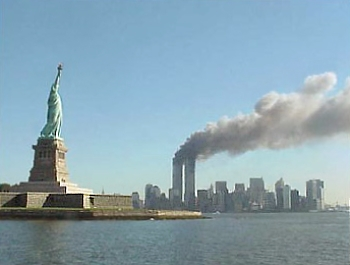
World Trade Center staat in brand

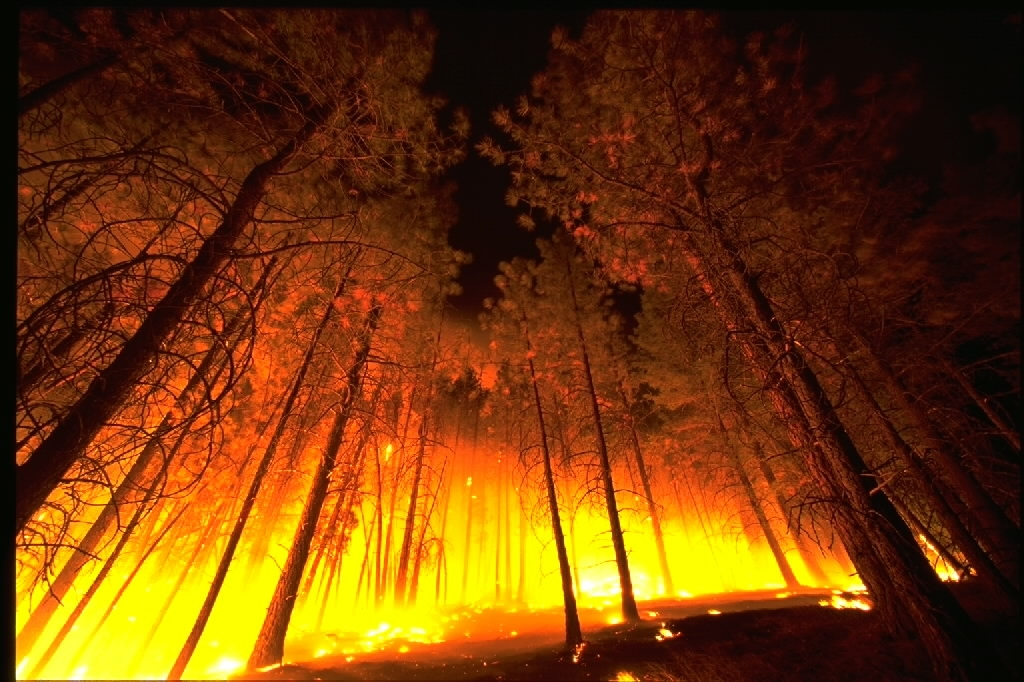
Een bosbrand

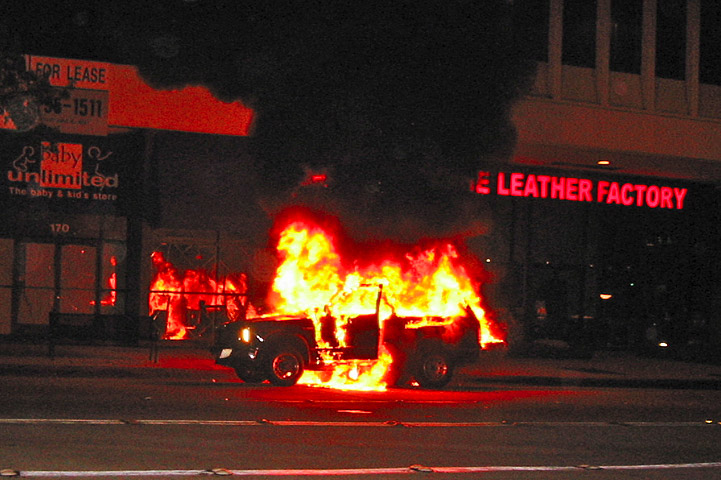
Een autobrand

Een gevaarindicatiebord

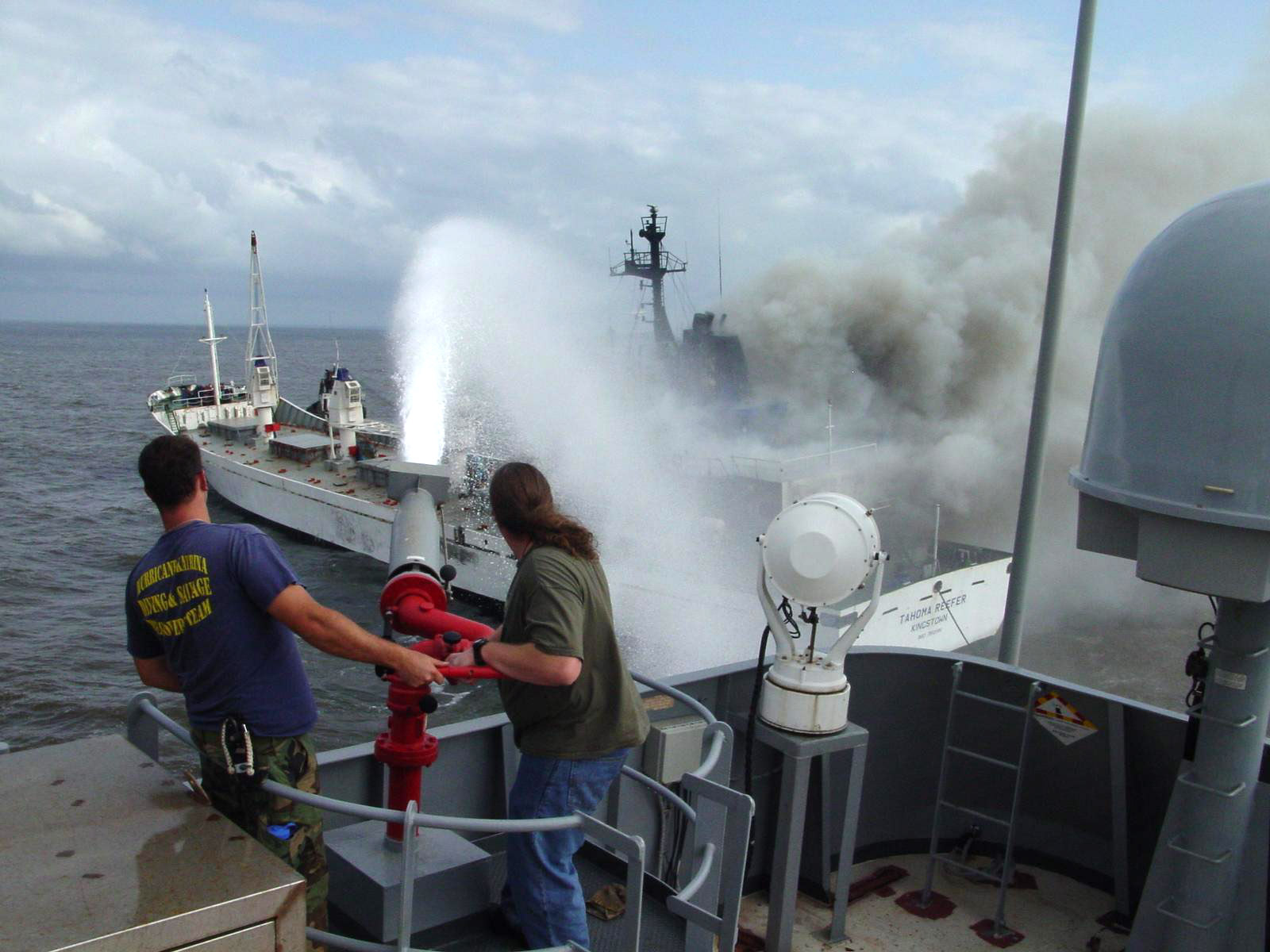
Een scheepsbrand wordt op volle zee bestreden vanaf een ander vaartuig.

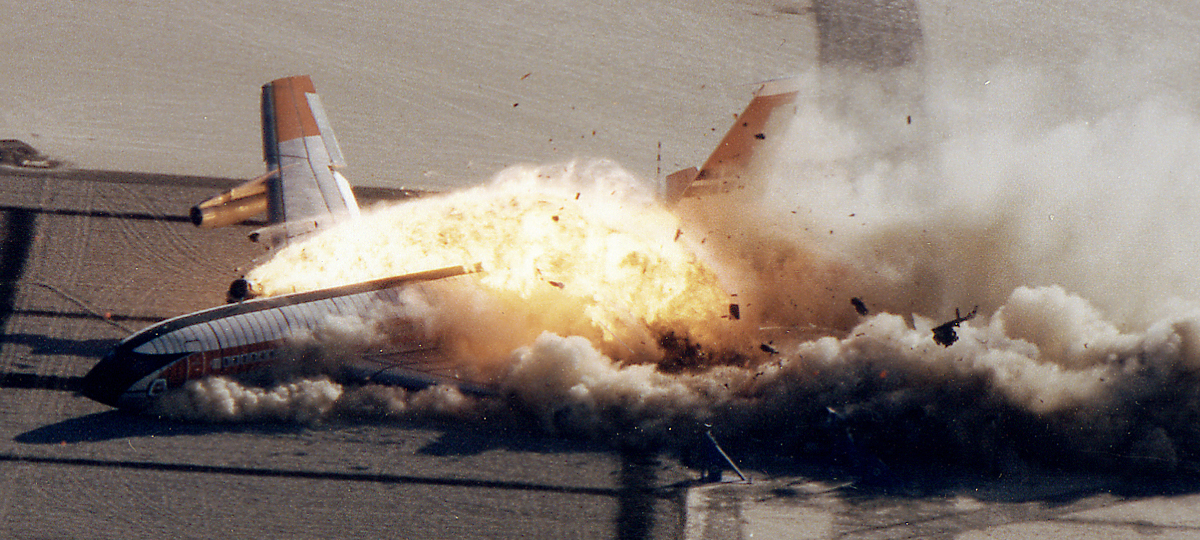
Een opzettelijk veroorzaakt vliegtuigongeluk tijdens een proef

Er zijn verschillende typen brand te onderscheiden, ieder type heeft bepaalde eigenschappen die van invloed zijn op de methode van brandbestrijding.

### Binnenbrand
Een binnenbrand is een brand in een omsloten ruimte, meestal een gebouw. Er zijn verschillende gebouwen te typeren:

#### Woningbrand
Het belangrijkste gevaar van een woningbrand is de grote kans dat er mensen in de woning aanwezig zijn. Doordat een woning geen nooduitgangen heeft kunnen slachtoffers opgesloten raken. Met name 's nachts bestaat ook het gevaar dat slapende mensen een brand niet opmerken en door rookvergiftiging (koolmonoxide) verstikken zonder wakker te worden. Door de beperktheid van de ruimten in een woning kan de temperatuur snel oplopen, tot ruim 600°C, en zal de ruimte snel gevuld zijn met rook. Door de inrichting van een huis (meubels, apparatuur, losse zaken) is het zoeken naar een slachtoffer in een met rook gevulde ruimte vrij moeilijk.

#### Hoogbouwbrand
Bij een brand in een flatgebouw is met name het evacueren van de bewoners of gebruikers een probleem door het aantal mensen dat zich in een dergelijk pand bevindt. Ook de logistiek, het aanvoeren van gereedschap, slangen en water, kan problematisch zijn. Als de brand op grotere hoogte plaatsvindt, boven 30 meter. dan is bestrijding vanaf de buitenzijde van het pand niet meer mogelijk omdat een autoladder of hoogwerker niet hoog genoeg is hiervoor. Als een gebouw hoger dan 70 meter is moet het gebouw beschikken over een speciale bluswatervoorziening omdat de benodigde druk te hoog wordt voor de slangen en de pomp in de tankautospuit.
De bekendste hoogbouwbrand waren de torens van het World Trade Center in New York die op 11 september 2001 getroffen werden door vliegtuigen bestuurd door terroristen.

#### Industriebrand
Een industriebrand kan zeer uiteenlopend van aard en omvang zijn. Industriële panden zijn niet altijd even overzichtelijk en vaak ook vrij groot. In de meeste industriepanden is wel over brandbeveiliging nagedacht, er zijn op zijn minst kleine blusmiddelen zoals brandslangen of brandblussers aanwezig. Sommige bedrijven beschikken over een eigen bedrijfsbrandweer. Door de mogelijke aanwezigheid van allerlei verschillende stoffen en materialen kunnen er veel verschillende gevaren ontstaan, zoals een explosie, BLEVE, snelle branduitbreiding of het vormen van giftige gassen.
De brand bij Chemie-Pack in Moerdijk op 5 januari 2011 is een voorbeeld van een complexe industriebrand.

#### Kelderbrand
Een kelderbrand is een brand die alleen bereikt kan worden vanaf een hoger gelegen ruimte via een trap, kelders beschikken vaak over een gebrekkige ventilatie. Doordat warmte naar boven trekt zal de toegang van de ruimte zeer heet zijn. Brandbestrijders moeten door deze enorme hitte heen om bij de brand te komen. De enige manier is om snel de trap af te dalen, maar wel op een manier die veilig is. De stabiliteit en sterkte van een houten trap kan door de brand aangetast zijn, een stalen trap wordt snel heet. Zodra de brand bestreden wordt met water zal de kelder zich snel vullen met kokend hete stoom, wat ook weer een gevaar is voor de brandweerlieden.

### Buitenbrand
Zoals de naam verraadt bevindt een buitenbrand zich altijd in de open lucht. Het voordeel hiervan is dat er weinig hitte blijft hangen, het nadeel is dat door wind of andere luchtverplaatsing veel zuurstof aan de brand toegevoegd wordt.

#### Natuurbrand
Natuurbrand is een verzamelterm voor bosbrand, heidebrand, veenbrand of duinbrand. Het belangrijkste kenmerk van een natuurbrand is dat in veruit de meeste gevallen geen bluswatervoorziening aanwezig is. Het water moet dus van veraf aangevoerd worden of er moeten alternatieve bestrijdingsmethoden toegepast worden, zoals het uitslaan van het vuur met vuurzwepen. Voor de bestrijding van omvangrijke natuurbranden wordt gebruik gemaakt van blusvliegtuigen, die grote hoeveelheden water kunnen aanvoeren. 
Bij een bosbrand is de begroeiing boven de grond voeding voor een vrij snel verspreidend vlammenfront. Bij heide of veen vindt een deel van de brand ook ondergronds plaats, waardoor bestrijding van de brand moeilijk en vaak ook langdurig zal zijn.

#### Bermbrand
Een berm van een weg of spoorweg ligt vaak boven het omliggende maaiveld en dus ook hoger boven het grondwater. Hierdoor is de grond droger en zal begroeiing ook sneller verdrogen. Een bermbrand ontstaat vaak door een weggegooide sigaret, een stuk glas dat als brandglas fungeert, of door vastgelopen remmen (meestal bij een trein).

### Voertuigbrand
Een voertuigbrand kan zeer uiteenlopend van aard zijn doordat de locatie van het ongeval en de aard van het voertuig en zijn lading sterk kan verschillen.

#### Autobrand
Een autobrand is vrij klein van omvang, het belangrijkste gevaar is de aanwezige brandstof en de aanwezigheid van airbags, gordelspanners en andere veiligheidsvoorzieningen die gebruikmaken van kleine explosieven of drukhouders. De banden van een auto kunnen ontploffen doordat de druk in de band toeneemt door verhitting en tegelijkertijd de sterkte van de band afneemt.

#### Vrachtwagenbrand
Een vrachtwagenbrand is door de afmeting van het voertuig in potentie al veel groter dan een autobrand, een vrachtwagen heeft meestal ook veel meer brandstof aan boord. De lading van de vrachtwagen is een belangrijk gevaarsaspect. Om van buitenaf zichtbaar te maken wat de gevaren van de lading zijn worden oranje gevaarindicatieborden en eventueel ook andere borden op de vrachtwagen aangebracht.
Op de afbeelding hiernaast is de gevaarindicatie 33 te zien en het VN-nummer (ook wel UN-nummer) 1203. De eerste 3 in de code 33 betekent dat het een brandbare vloeistof is, de tweede 3 betekent dat het licht ontvlambaar is. Het nummer 1203 is de code voor benzine.(stofidentificatienummer)
Aan de hand van de gevaarindicatie en de vrachtbrief kan de brandweer een geschikte tactiek bepalen voor het bestrijden van een brand.

#### Scheepsbrand
Een scheepsbrand wordt vaak gekenmerkt door een beperkte bereikbaarheid, het schip ligt op zee of aan de kade en kan vaak niet zonder meer betreden worden. Een schip is opgedeeld in compartimenten en is meestal gebouwd van staal. Dit betekent dat de ruimte waarin de brand zich bevindt zeer heet kan worden en snel gevuld is met rook. Door de stalen constructie kan ook een naastgelegen ruimte in brand raken. Door de indeling is het vinden van de brand of de weg terug vaak moeilijk, zeker als de brandbestrijders niet bekend zijn met het schip.
Bij het blussen met water kan het schip in onbalans raken en zinken, door midden breken of kapseizen.

#### Vliegtuigbrand
Een vliegtuigbrand is vaak een felle brand, zeker als de kerosinetanks beschadigd zijn. Vaak bevindt zich in ieder geval een meerkoppige bemanning in het vliegtuig en er is een grote kans dat er ook passagiers aanwezig zijn. Een razendsnelle bestrijding van de brand is dan ook bittere noodzaak. Op alle luchthavens ter wereld waar grotere (passagiers)vliegtuigen mogen landen is dan ook een speciaal opgeleide brandweer aanwezig die vaak beschikt over crashtenders. Deze voertuigen moeten binnen 3 minuten overal op het luchthaventerrein kunnen zijn. Ze hebben een grote hoeveelheid water en schuimvormend middel aan boord dat onmiddellijk, zelfs tijdens het rijden, ingezet kan worden. Hiervoor beschikt een crashtender over een monitor.

#### Treinbrand
Op stations is op alle perrons een brandkraan en brandslang aanwezig om een brandende trein snel te kunnen blussen. 

## Aanvalsmethode
Doordat elke brand verschillend is, is het noodzakelijk een goede verkenning uit te voeren van het brandende object en de omgeving. Een belangrijk onderdeel hiervan is, naast het zoeken van slachtoffers, het bepalen van de beste aanvalstactiek. Hierbij wordt zo veel mogelijk gebruikgemaakt van de mogelijkheden die het object biedt. Er wordt gekeken naar toegangen, ventilatieopeningen, bluswatervoorzieningen of andere blusmiddelen en de mogelijkheid om verdere schade te voorkomen.
Tegenwoordig vallen deze twee methoden binnen het kwadranten model, dat voor beide de optie offensief of defensief toepast.

### Binnenaanval
Als er slachtoffers in een gebouw zijn of de brand met niet al te veel risico van binnenuit een gebouw te bestrijden is wordt een binnenaanval gedaan. Hierbij maken brandweerlieden gebruik van ademluchttoestellen en beschermende kleding. Over het algemeen wordt een brandslang meegenomen om de risico's zo veel mogelijk te beperken.
Het doel van een binnenaanval is weliswaar het blussen van een brand, maar de bevelvoerder of officier van dienst kan ervoor kiezen om de brandhaard niet direct te blussen zodat redding of berging van slachtoffers niet bemoeilijkt wordt door stoomvorming. De hete stoom maakt werken al snel ondraaglijk en het ontneemt al het zicht. Door de stoom- en rookvorming nemen ook de overlevingskansen van slachtoffers snel af tenzij deze gassen snel en veilig afgevoerd kunnen worden. Pas als de andere werkzaamheden afgerond zijn kan de brand afgeblust worden.

### Buitenaanval
Als de risico's te groot worden voor een binnenaanval of als een binnenaanval geen zin heeft doordat de brandhaard te groot geworden is, zal de brandweer het vuur van buitenaf bestrijden. Hierbij wordt gebruikgemaakt van lagedrukbrandslangen en waterkanonnen. Bij een buitenaanval ligt de nadruk vaak op behoud van bedreigde gebouwen of delen ervan. Als er gevaarlijke stoffen in een gebouw opgeslagen zijn kan een hoge verbrandingstemperatuur zelfs gunstig zijn voor de afbraak van de stoffen zodat de brandweer er juist voor kiest om niet te blussen.
Bij een buitenaanval worden vaak grote hoeveelheden water verbruikt, het is dan zaak om te zorgen dat dit water geen schade aan het milieu toebrengt.

## Methoden brandbestrijding
Vuur heeft brandstof, zuurstof en hitte nodig om te kunnen bestaan, dit wordt de branddriehoek genoemd. Zonder één of meerdere van deze drie dingen kan vuur niet bestaan. Er zijn dus drie oplossingsrichtingen bij brandbestrijding:

### Wegnemen van de brandstof
Het wegnemen van de brandstof is soms de eenvoudigste methode, denk aan het dichtdraaien van een gaskraan, maar is vaak onmogelijk. Een gebouw weghalen lukt nooit, maar een hooibaal of houten balk kan wel weggesleept worden.

### Verstikking
De zuurstof kan "weggehaald" worden of de brandstof kan afgesloten worden van de zuurstof. Het weghalen van de zuurstof kan door middel van verdringing door een inert gas of stoom of door het smoren van de brand. Bij het smoren wordt de aanwezige zuurstof opgebrand terwijl voorkomen wordt dat er nieuwe zuurstof de ruimte binnenkomt.

### Koelen
Dit kan door het ventileren van een ruimte, op natuurlijke wijze of met een overdrukventilator, of door het koelen van het vuur met bijvoorbeeld water.
In de scheepvaart en bedrijven worden de wanden of muren met water afgekoeld om er voor te zorgen dat het vuur niet doorbrandt tot een andere ruimte, of om te voorkomen dat de stalen constructie het begeeft.

### Negatieve-katalytische werking
Er zijn ook poeders, gemaakt van bepaalde zouten, die als negatieve-katalysator werken. Deze blokkeren de verbrandingsreactie waardoor het vuur dooft.

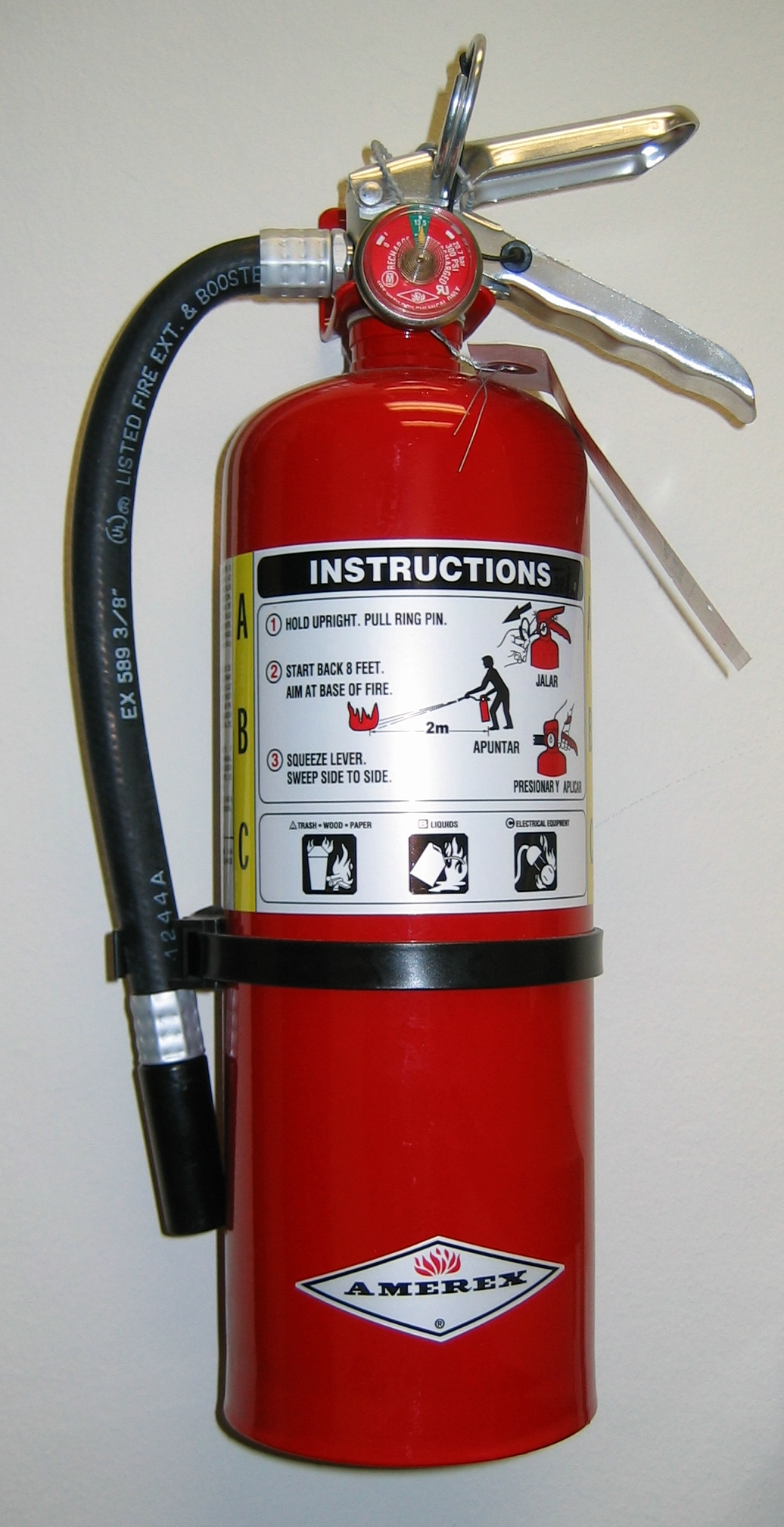
ABC-blusser met manometer

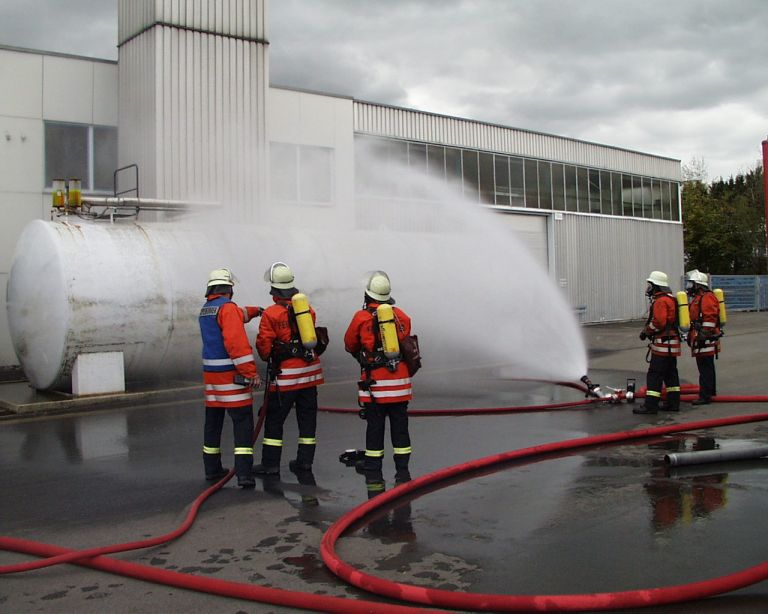
Een waterkanon

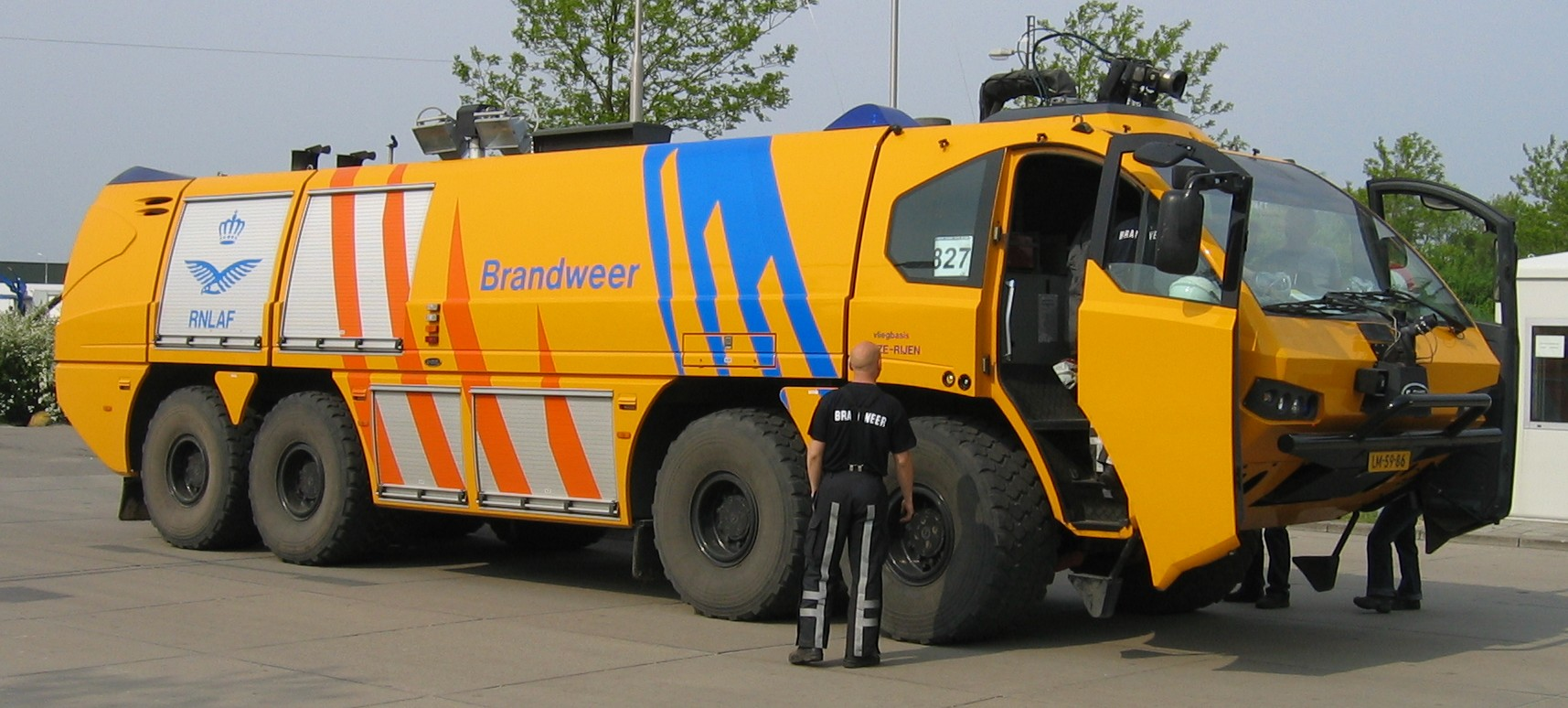
Crashtender van de luchtmacht

## Middelen brandbestrijding
De verschillende blusmiddelen hebben vaak niet één maar meerdere werkingen bij het blussen. De hoofdwerking is de werking die het meeste effect heeft. Water heeft als hoofdwerking het koelend effect, maar de nevenwerking is verstikking van het vuur door stoomvorming en het afdekken van de brandstof met een dun filmpje water. Schuim heeft als hoofdeffect verstikking terwijl afkoeling een nevenwerking is.
Brand kan bestreden worden met een veelvoud van middelen, van klein tot groot:
- Water
- Waternevel onder druk
- Stoom, bijvoorbeeld met een Steamexfire
- Schuim
- Compressed air foam system
- Poeder
- Gassen: CO2 (koolstofdioxide), Argonite, stikstof

- Bestrijding van een benzinebrand met een CO2-blusser
- Doven van vuur met een deken
- Brandbare vloeistof doven met een vuurpan
- Magnesiumvuur bestreden met CO2-, poeder- en schuimblussers